# Bonneville (jezioro)

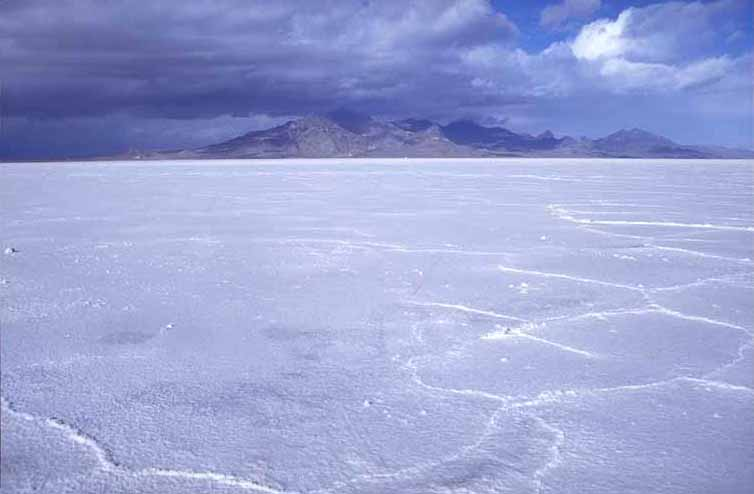
Wyschnięta powierzchnia jeziora Bonneville

Bonneville (ang. Lake Bonneville) – prehistoryczne słonowodne jezioro pluwialne obejmujące większość Wielkiej Kotliny w Ameryce Północnej. W większości znajdowało się na obszarze dzisiejszego stanu Utah, a mniejsze części na terenie obecnych stanów Idaho i Nevada. Istniało od około 32 tys. lat temu do około 16,8 tys. lat temu, kiedy większość wody wydostała się przez przełęcz Red Rock Pass w Idaho.
Dawne jezioro miało ponad 50 000 km² powierzchni, czyli było prawie tak duże jak dzisiejsze jezioro Michigan, lecz znacznie głębsze: jego głębokość wynosiła 305 m, o czym świadczą dobrze zachowane tarasy abrazyjne, miejscami widoczne w 6 kondygnacjach. Wraz ze zmianą klimatu jezioro zaczęło wysychać, a równocześnie wzrastało w nim stężenie soli. Dziś jego pozostałościami są jeziora: Wielkie Jezioro Słone, Utah, Sevier Lake, Rush Lake i Little Salt Lake oraz towarzyszące im solniska, natomiast zachodnią część dawnej misy jeziornej zajmuje Wielka Pustynia Słona.
Obecnie oprócz wiosny i jesieni, kiedy padają deszcze, 20 tys. hektarów soli na byłym dnie jeziora tworzy strukturę twardą jak beton. Jest to jedno z niewielu miejsc na lądzie, gdzie można zobaczyć krzywiznę horyzontu. Na tej niemal idealnie płaskiej i twardej solnej pustyni utworzono tor do ustanawiania rekordów prędkości pojazdów kołowych.